# San Juan (Portoriko)
San Juan je přístav na severním pobřeží ostrova Portoriko (španělsky Puerto Rico), největší a hlavní město Portorika, nezačleněného území Spojených států amerických, Žije zde přibližně 342 tisíc obyvatel. Představuje ekonomické, vzdělávací, administrativní, kulturní, správní centrum ostrova.
San Juan leží v tropickém podnebném pásu. Průměrná roční teplota se pohybuje kolem 27 °C, roční srážkový úhrn činí 1 290 mm.

## Historie
Město se řadí mezi nejstarší Evropany založené osady v Americe. Prvním guvernérem Portorika byl v roce 1508 jmenován Juan Ponce de León, téhož roku založil první osadu Caparra. Ta se nacházela zhruba 2 km ve vnitrozemí. O rok později část španělských kolonizátorů přesídlila na novou lokalitu blíže moři – současné historické jádro San Juanu, které se nachází na ostrově o rozloze 7,8 km², který je od hlavního ostrova oddělen zhruba 100 m širokým průlivem. Toto přesídlení z Caparry na blízký menší ostrov skončilo v roce 1521, kdy nová osada obdržela jméno „San Juan Bautista“ na počest Jana Křtitele. Město bylo tedy oficiálně založeno 28 let po objevení Ameriky Kryštofem Kolumbem.
Během koloniálního období byl San Juan jedním ze styčných bodů španělské přítomnosti v Karibiku. San Juan hrál ochranou roli pro španělské lodě ve východní části Antilského souostroví. Již v roce 1533 začala výstavba městského opevnění. Zdejší přístav hojně využívaly lodě, které pluly mezi Španělskem a Novým světem; San Juan byl zastávkou obchodních lodí, které do Evropy dopravovaly zlato a stříbro ze španělských kolonií. Město bylo častým cílem útoků pirátů a korzárů (např. v roce 1595 na San Juan zaútočil Francis Drake). Portoriko zůstalo španělskou kolonií až do roku 1898, kdy po španělsko-americké válce přešlo pod správu USA.

### Světové dědictví UNESCO
V roce 1983 byla na seznam světového dědictví UNESCO zapsána skupina historických staveb v San Juanu. Oficiální název dle UNESCO je „La Fortaleza a Národní historické místo v San Juanu na Portoriku“ (anglicky La Fortaleza and San Juan National Historic Site in Puerto Rico). Jedná se o stavby především vojenského charakteru – pevnosti San Felipe del Morro a San Cristóbal, menší pevnost El Cañuelo. La Fortaleza dnes slouží jako sídlo portorického guvernéra. Kromě vyjmenovaných staveb pod ochranu UNESCO patří i část zachovalých hradeb. Jako celek představují unikátní příklad evropské vojenské architektury přizpůsobené podmínkám Nového světa.

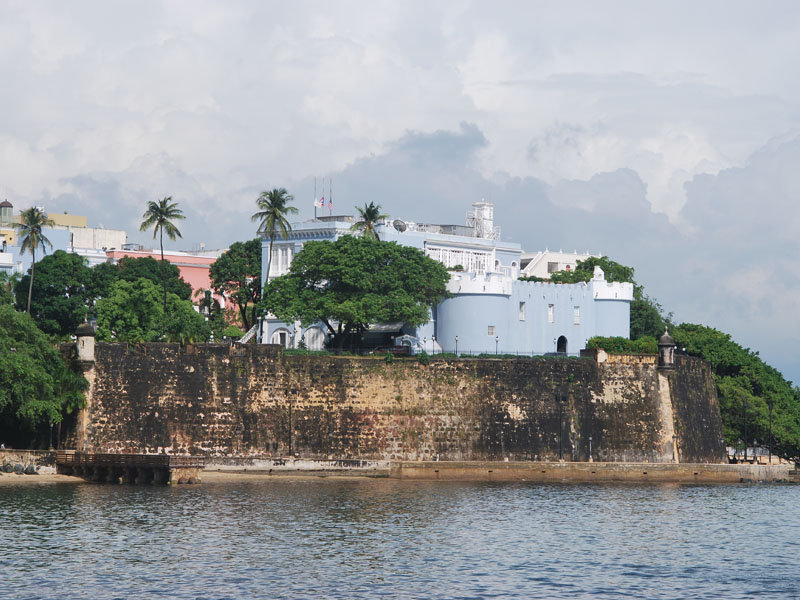
La Fortaleza
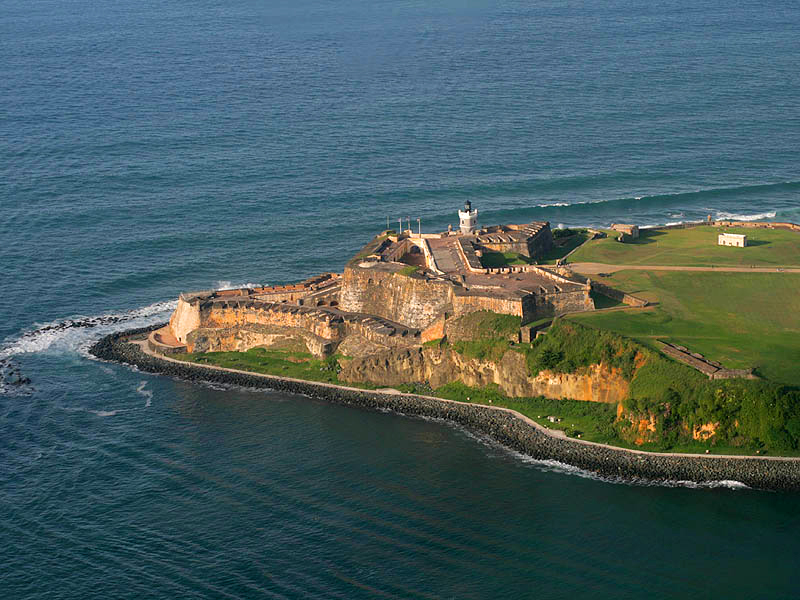
Fuerte San Felipe del Morro
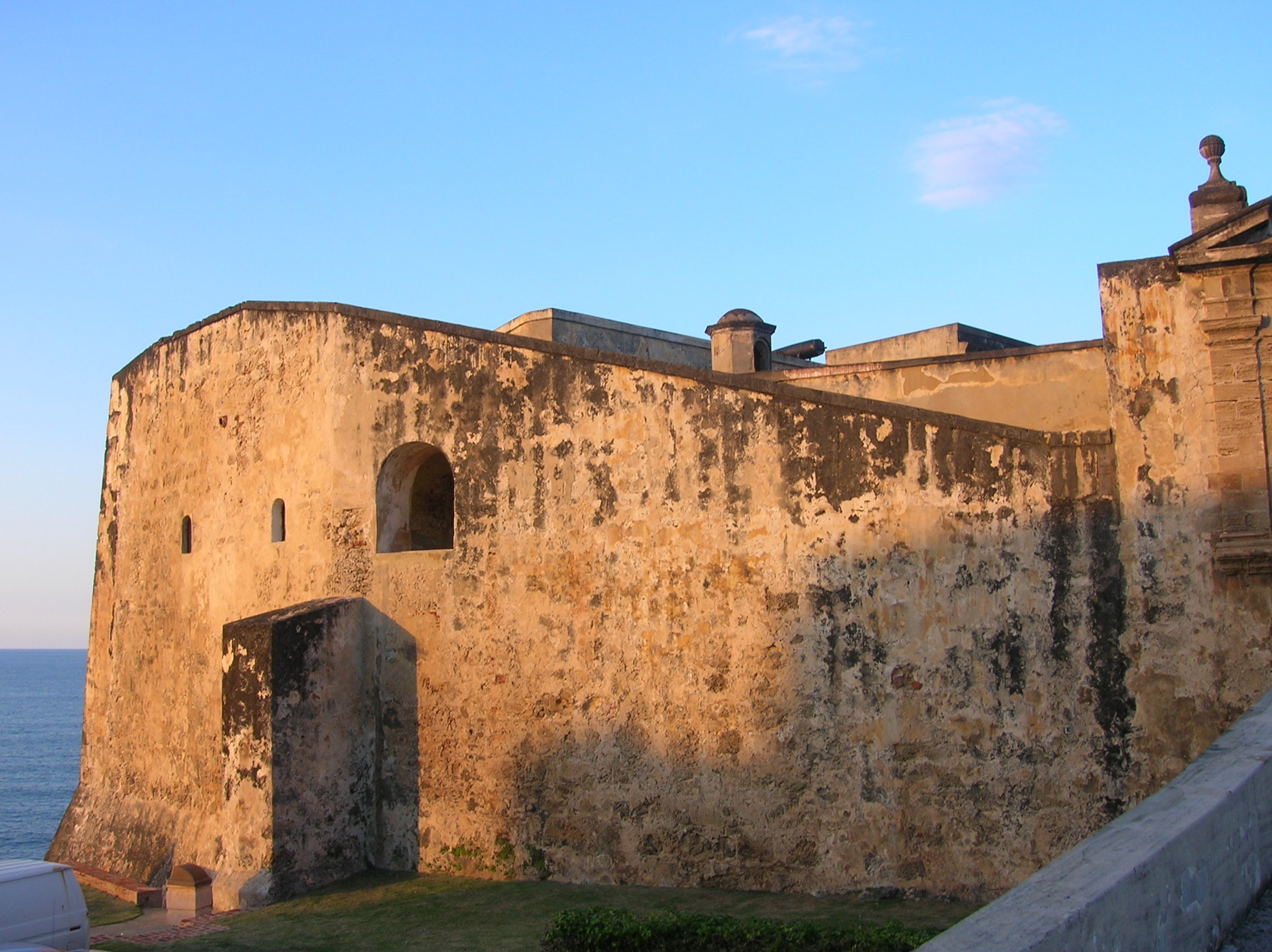
Fuerte San Cristóbal
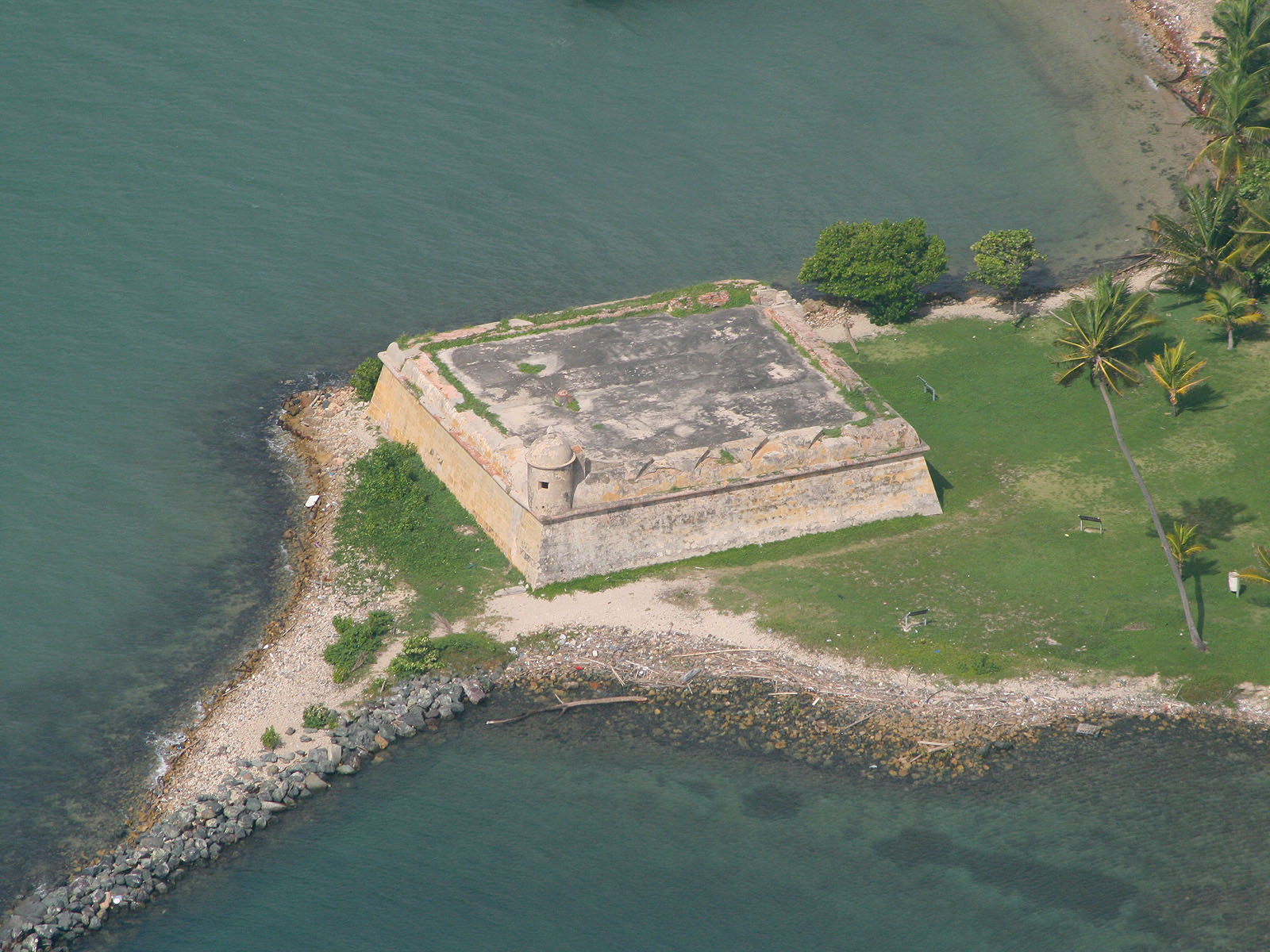
El Cañuelo

## Doprava
San Juan je dopravní uzel celého ostrova. Nachází se zde moderní přístav, mezinárodní letiště Luise Muñoze Marína a od roku 2005 je zde provozován 17,2 km dlouhý systém metra s 16 stanicemi – Tren Urbano. Z města vycházejí pozemní komunikace rozbíhající se po celém ostrově.

## Slavní rodáci
- José Ferrer (1912–1992), portorikánský herec a režisér, držitel Oscara
- Gigi Fernándezová (* 1964), portorikánsko-americká bývalá profesionální tenistka a tenisová trenérka, dvojnásobná olympijská vítězka ženské čtyřhry z LOH 1992 a 1996
- Ricky Martin (* 1971), portorický zpěvák
- Joaquin Phoenix (* 1974), americký herec, držitel Oscara
- Jonny Moseley (* 1975), americký akrobatický lyžař, olympijský vítěz jízdy v boulích ze ZOH 1998
- Daddy Yankee (* 1976), portorický rapper
- Luis Fonsi (* 1978), portorický zpěvák, skladatel a herec
- Don Omar (* 1978), portorický reggaetonový zpěvák, rapper a herec
- Ozuna (* 1992), portorický zpěvák
- Mónica Puigová (* 1993), bývalá portorická profesionální tenistka a olympijská vítězka ženské dvouhry z LOH 2016

## Partnerská města
- Cádiz, Španělsko
- Cartagena, Kolumbie
- Dubaj, Spojené arabské emiráty (2006)
- Ciudad de Guatemala, Guatemala
- Honolulu, USA
- Killeen, USA
- Madrid, Španělsko
- San Juan City, Filipíny
- Santiago, Dominikánská republika

## V kultuře
V roce 2004 vydalo nakladatelství Ravensburger stolní hru San Juan, která se stala velmi rychle velmi oblíbenou a záhy vyšla i v češtině (pod stejným názvem). Jde v podstatě o karetní předělávku jedné z nejpopulárnějších her všech dob Puerto Rico. Od května 2004 do srpna 2004 byla hra San Juan druhá nejhranější desková hra na světě. V roce 2024 je hra San Juan 406. nejoblíbenější hrou všech dob.
Město San Juan představuje jeden z vrcholů Bermudského trojúhelníku, oblasti známé v populární kultuře coby prostor častých a nevysvětlitelných zmizení lodí a letadel.